# Daebudo
Daebudo är en ö i Sydkorea.  Den ligger i kommunen Ansan i provinsen Gyeonggi, i den nordvästra delen av landet, 50 km sydväst om huvudstaden Seoul. Arean är 42 kvadratkilometer. Den utgör huvuddelen av den administrativa stadsdelen Daebu-dong.